# Tamara Moyzes
Tamara Moyzes (* 27. březen 1975, Bratislava) je izraelsko-slovenská politická umělkyně, kurátorka a dokumentaristka žijící a tvořící v Praze. Tematicky se zabývá zejména postavením menšin, xenofobií, rasismem, nacionalismem, queer tematikou a konfliktem na Blízkém východě.

## Původ a rodinný život
Narodila se v Bratislavě. Má maďarské, židovské a romské předky (její babička byla Romka). Je Židovka a má izraelské občanství. V šestnácti letech se rozhodla naučit hebrejsky. Po střední škole odjela poprvé na tři roky do Izraele. V mládí byla také sionistka, ale při dalším dvouletém studijním pobytu v Izraeli svůj názor změnila a podle vlastního vyjádření se z ní stala mírová aktivistka za Palestinu. Sama se cítí jako kosmopolitka a vžívá se do rolí menšin. Tamara je neteř Tomáše Janovice.

## Studium
Absolvovala Střední umělecko-průmyslovou školu v Bratislavě (v letech 1991–1995). Poté studovala na Akademii výtvarných umění v Bratislavě a na Institutu výtvarných umění Avni v izraelském Tel Avivu. V letech 2000–2005 vystudovala ateliér nových médií pražské AVU.

## Umělecká tvorba
Tamara Moyzes se věnuje dokumentární tvorbě, videoartu a novým médiím. Tvoří fiktivní videodokumenty, v kterých často využívá parodických postupů, ironie. Usiluje o intervence do veřejného prostoru. Dlouhodobě se zabývá problematikou postavení menšin, xenofobie, rasismu a nacionalismu, např. v izraelsko-palestinském konfliktu, romské problematice; také feminismu a náboženství. Na některých projektech s ní spolupracuje její manžel, izraelský umělec Shlomi Yaffe.

### Samostatné výstavy a projekty
- 2003: Happening při zahájení školního roku na Akademii výtvarných umění, Praha
- 2004: výstava Tamary Mozyes, Galerie Eskort, Brno
- 2006: Day of Tamara Moyzes, Galerie NOD, Praha
- 2007: TV t_error, Entrance Web Gallery, Praha[6]
- 2008–2009: Vítejte v Praze, Galerie Output, Praha[7]
- 2009: Performance v Parlamentu ČR, „Rodinná pohoda“[8][9]
- 2009: Performance v Brně-Tuřanech při návštěvě papeže, „Bianca Braselly & Benedictus XVI“[10]
- 2010: Vítejte v Praze, České centrum, Stockholm[11]
- 2011: Inte(g)race, Karlin Studio, Futura, Praha[12]
- 2011: Protocol, Mamuta v Daniela Passal Art & Media, Jeruzalém

#### Day of Tamara Moyzes (2006)
V roce 2006 se stala první ženou, která živě promítala svůj porod v galerii, konkrétně v pražské Galerii NoD pod názvem Day of Tamara Moyzes. „Porod je nádherný akt, bez kterého by tu nikdo z nás nebyl. Sám o sobě není ničím sexuální. Porody jsou tabuizované téma. A součástí toho tabu je přesvědčení, že by žena vůbec neměla dělat umění,“ řekla Moyzes pro Radio Wave moderátorům pořadu Pot v roce 2023.

### Ceny a nominace
- 2004: Finalistka ceny EGOART ateliéru nových médií AVU Praha
- 2005: Nominace na cenu festivalu nových médií WRO, Polsko

## Kurátorská činnost
Tamara Moyzes produkčně spolupracovala např. s galerií Roxy NoD, kde také v roce 2005 začala působit jako kurátorka. Připravila například mezinárodní výstavu Czechpoint (se Zuzanou Štefkovou, 2006–2008 v galeriích NoD a C2C v Praze, PGU v Žilině, LIGET v Budapešti, Arsenal v Polsku), výstavu českého videoartu v Košicích, výstavu Girls against Boys v galerii Szara v polském Štětíně či výstavu DOOR v pražské Hale C (r. 2009). V roce 2011 při příležitosti Světového romského festivalu Khamoro kurátorsky připravila výstavu „Segregace vážně škodí vám i lidem ve vašem okolí“ v Galerii Ministerstva kultury a Galerii Napa.

## Politické názory
Tamara Moyzes se hlásí k feminismu.
Společně se Zuzanou Štefkovou založila ženskou uměleckou skupinu „5. kolona“, která organizuje akce na pomezí politického umění a aktivismu. S ní se např. 13. srpna 2011 účastnila průvodu Prague Pride a 15. září téhož roku zorganizovala demonstraci u památníku Jad vašem v Izraeli za odvolání Ladislava Bátory z ministerstva školství. V roce 2013 se spolu se svým izraelským manželem Shlomi Yaffem zúčastnila recesistického Pochodu proti Čechům, při kterém byl symbolicky oběšen Brouk Pytlík jako symbol všech Čechů a který měl poukázat na údajný rasismus v české společnosti.
Moyzes je přesvědčena, že je velmi potřebné, aby česká společnost nebyla tolik homogenní. Je pro vyšší pohyb cizinců, podle ní je třeba začít již u dětí a importovat do českých školních tříd Afroameričany a Asiaty, aby děti již odmala vnímaly diverzitu jako normální. Podporuje také adopci dětí homosexuály.